# Polímero superabsorvente

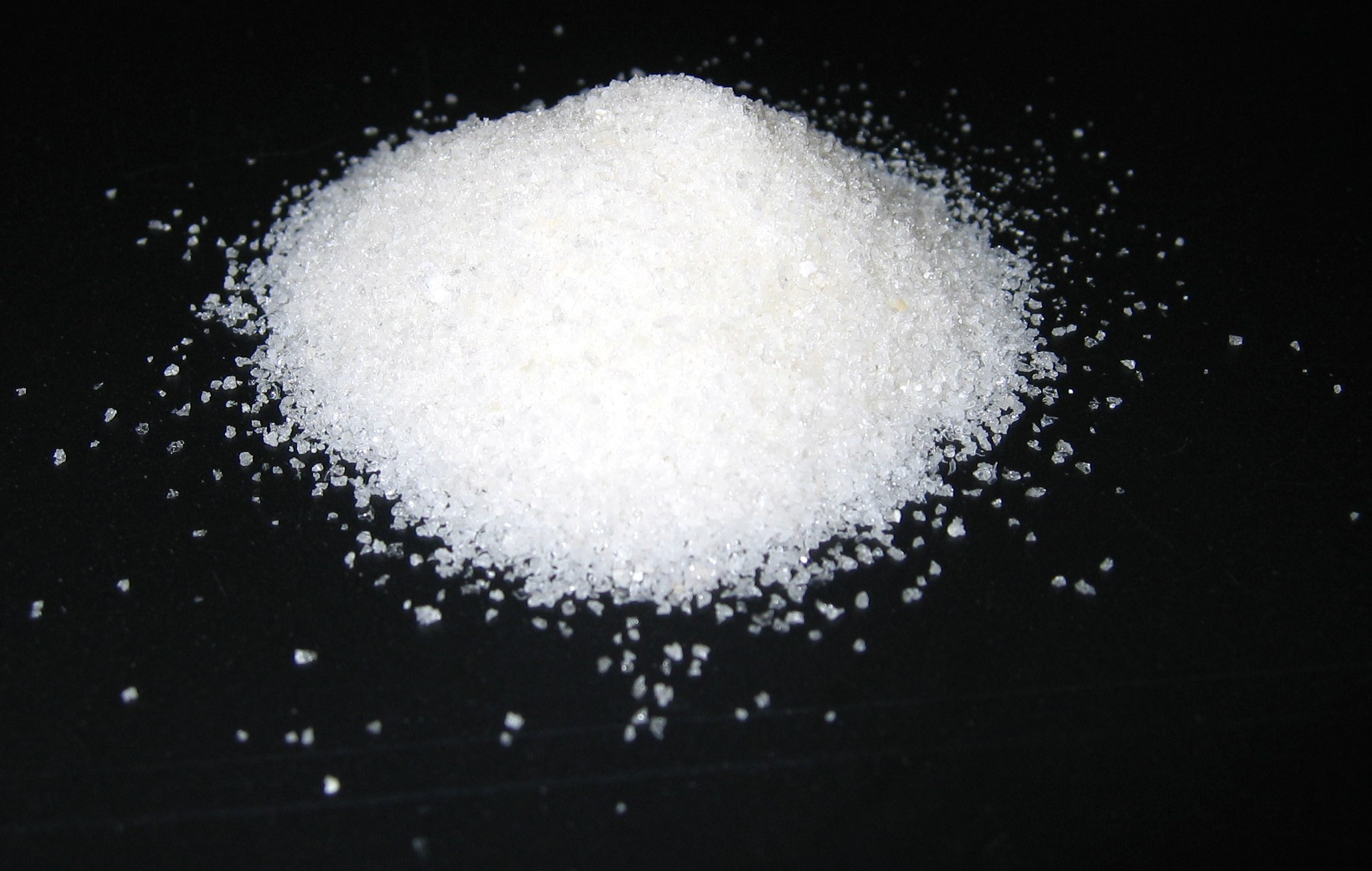
Pó polimérico superabsorvente

O polímero superabsorvente (PSA) pode absorver e reter quantidades extremamente grandes de um líquido em relação à sua própria massa.
Os polímeros absorventes de água, que são classificados como hidrogéis quando misturados, absorvem soluções aquosas através da ligação de hidrogênio com moléculas de água. A capacidade de um PSA para absorver água depende da concentração iônica da solução aquosa. Em desionizada e destilada água, um PSA pode absorver 300 vezes o seu peso (de 30 a 60 vezes o seu próprio volume) e pode tornar-se a 99,9% de líquido, mas quando colocadas numa solução salina a 0,9%, a capacidade de absorção cai para aproximadamente 50 vezes o seu peso.[carece de fontes?] A presença de cátions de valência na solução impede a capacidade do polímero de se ligar à molécula de água.
A capacidade total de absorção e intumescimento é controlada pelo tipo e grau de reticuladores usados para fazer o gel. Os PSAs reticulados de baixa densidade geralmente têm uma capacidade absorvente mais alta e aumentam em maior grau. Esses tipos de PSAs também têm uma formação de gel mais suave e pegajosa. Polímeros de alta densidade de reticulação exibem menor capacidade absorvente e intumescimento, mas a força do gel é mais firme e pode manter a forma das partículas mesmo sob pressão modesta.
O maior uso de PSAs é encontrado em produtos de higiene pessoal descartáveis, como fraldas para bebês, fraldas para adultos e absorventes. O PSA foi descontinuada do uso de absorventes internos devido à preocupação dos anos 80 sobre um vínculo com a síndrome do choque tóxico.[carece de fontes?] O PSA também é usado para bloquear a penetração de água em cabos subterrâneos de energia ou comunicação, em concreto autocurativo, agentes de retenção de água para horticultura, controle de derramamento e desperdício de fluido aquoso e neve artificial para filme e produção de palco. O primeiro uso comercial foi em 1978 para uso em guardanapos femininos no Japão e forros de cama descartáveis para pacientes em casas de repouso nos EUA. As primeiras aplicações no mercado dos EUA foram com pequenos fabricantes de fraldas regionais, bem como com Kimberly Clark.

## História
Polímero superabsorvente: Polímero que pode absorver e reter quantidades extremamente grandes de um líquido em relação à sua própria massa.
Notas:
- O líquido absorvido pode ser água ou um líquido orgânico.
- A taxa de intumescimento de um polímero superabsorvente pode atingir a ordem de 1000:1.
- Polímeros superabsorventes para água são freqüentemente polieletrólitos.

Até a década de 1920, os materiais absorventes de água eram celulósicos ou à base de fibras. As opções foram papel de seda, algodão, esponja e pasta de cotão. A capacidade de absorção de água desses tipos de materiais é de apenas 11 vezes o seu peso e a maior parte é perdida sob pressão moderada.
No início dos anos 60, o Departamento de Agricultura dos Estados Unidos (USDA) estava realizando trabalhos sobre materiais para melhorar a conservação da água nos solos. Eles desenvolveram uma resina baseada no enxerto de polímero de acrilonitrila na espinha dorsal das moléculas de amido (isto é, enxerto de amido). O produto hidrolisado da hidrólise deste copolímero de amido-acrilonitrilo deu uma absorção de água superior a 400 vezes o seu peso. Além disso, o gel não liberou água líquida da mesma forma que os absorventes à base de fibra.
O polímero passou a ser conhecido como "Super Slurper". O USDA forneceu o conhecimento técnico a várias empresas dos EUA para o desenvolvimento adicional da tecnologia básica. Tentou-se uma ampla variedade de combinações de enxerto, incluindo trabalho com ácido acrílico, acrilamida e álcool polivinílico (APV).
A pesquisa de hoje comprovou a capacidade de materiais naturais, por exemplo Polissacarídeos e proteínas, para realizar propriedades super absorventes em água pura e solução salina (0,9% em peso) dentro da mesma faixa que os poliacrilatos sintéticos fazem nas aplicações atuais. Foram preparados polímeros superabsorventes de proteína de soja/poli (ácido acrílico) com boa resistência mecânica. Os copolímeros de poliacrilato/poliacrilamida foram originalmente projetados para uso em condições com alto teor de eletrólitos/minerais e necessidade de estabilidade a longo prazo, incluindo numerosos ciclos úmido/seco. Os usos incluem agricultura e horticultura. Com a resistência adicional do monômero de acrilamida, usado como controle médico de derramamento, bloqueio de água nos fios e cabos

### Química dos copolímeros
Os polímeros superabsorventes são agora comumente feitos a partir da polimerização do ácido acrílico misturado com hidróxido de sódio na presença de um iniciador para formar um sal de sódio do ácido poli-acrílico (às vezes chamado de poliacrilato de sódio). Este polímero é o tipo mais comum de PSA fabricado no mundo hoje.
Outros materiais também são usados para fazer um polímero superabsorvente, como copolímero de poliacrilamida, copolímero de etileno-anidrido maleico, carboximetilcelulose reticulada, copolímeros de álcool polivinílico, óxido de polietileno reticulado e copolímero enxertado com amido de poliacrilonitrila, para citar alguns, sendo este último uma das formas mais antigas de PSA já criadas.
Atualmente, os polímeros superabsorventes são feitos usando um dos três métodos principais: polimerização em gel, polimerização em suspensão ou polimerização em solução. Cada um dos processos tem suas respectivas vantagens, mas todos produzem uma qualidade consistente do produto.

### Polimerização em gel

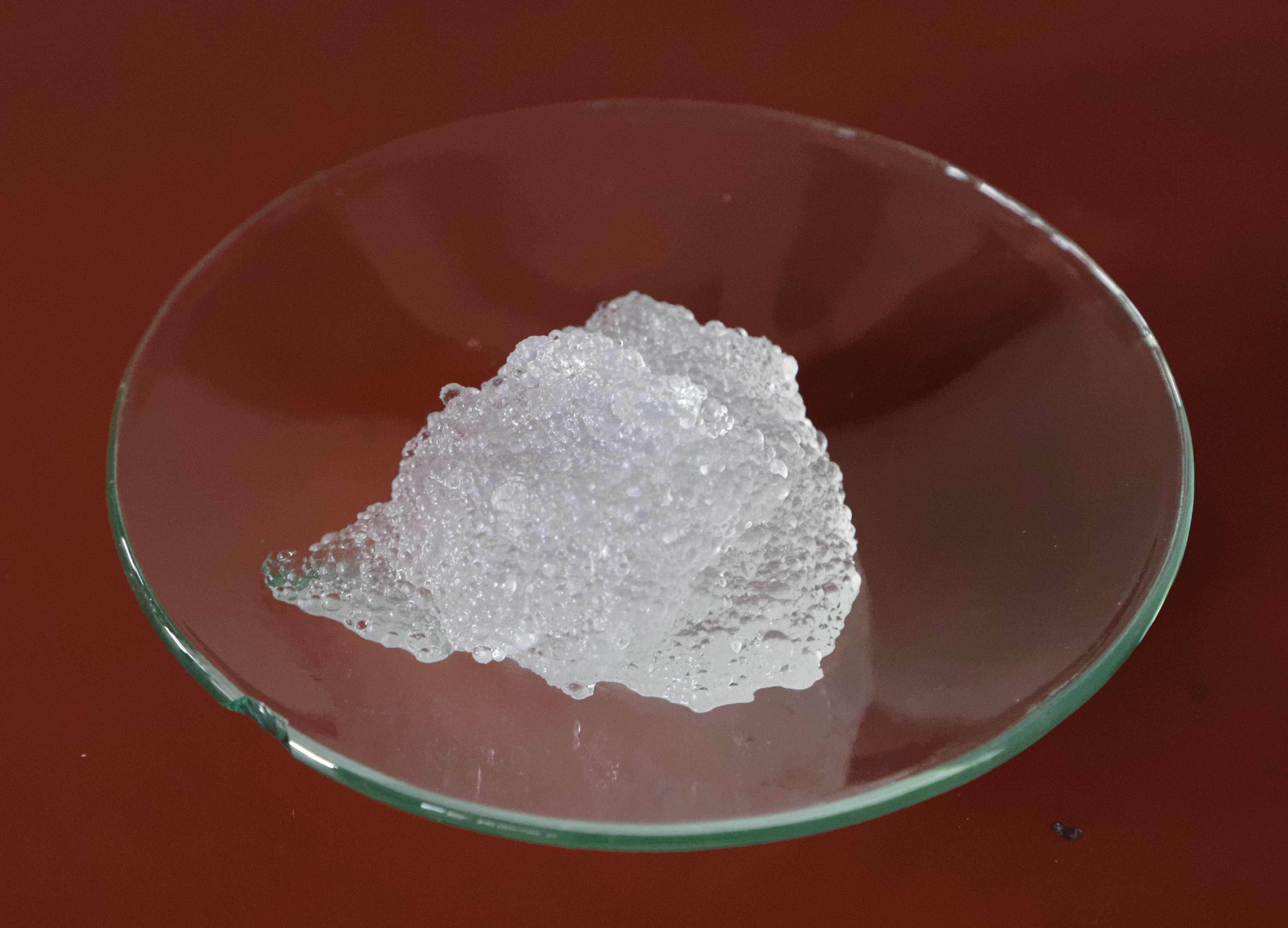
Hidrogel

Uma mistura de ácido acrílico, água, agentes de reticulação e produtos químicos iniciadores de UV é misturada e colocada em uma esteira móvel ou em grandes banheiras. A mistura líquida entra então em um "reator", que é uma câmara comprida com uma série de fortes luzes UV. A radiação UV conduz as reações de polimerização e reticulação. Os resultados são géis pegajosos contendo 60-70% de água. Os troncos são triturados ou triturados e colocados em vários tipos de secadores. Agente de reticulação adicional pode ser pulverizado na superfície das partículas; essa "reticulação de superfície" aumenta a capacidade do produto de inchar sob pressão - uma propriedade medida como Absorvência sob carga (ASC) ou Absorvência contra pressão (ACP). As partículas de polímero secas são então pesquisadas quanto à distribuição e tamanho adequados de tamanho de partícula. Atualmente, o método de polimerização em gel (PG) é o método mais popular para a fabricação de polímeros superabsorventes de poliacrilato de sódio agora usados em fraldas para bebês e outros artigos higiênicos descartáveis.

### Polimerização em solução
Os polímeros em solução oferecem a absorvência de um polímero granular fornecido em forma de solução. As soluções podem ser diluídas com água antes da aplicação e podem revestir a maioria dos substratos ou usadas para saturá-las. Após a secagem a uma temperatura específica por um tempo específico, o resultado é um substrato revestido com superabsorvência. Por exemplo, essa química pode ser aplicada diretamente em fios e cabos, embora seja especialmente otimizada para uso em componentes como produtos laminados ou substratos revestidos.
Atualmente, a polimerização baseada em solução é comumente usada na fabricação de copolímeros de PSA, particularmente aqueles com o monômero de acrilamida tóxico. Esse processo é eficiente e geralmente possui uma base de custo de capital mais baixa. O processo de solução utiliza uma solução de monômero à base de água para produzir uma massa de gel polimerizado reagente. A própria energia de reação exotérmica da polimerização é usada para conduzir grande parte do processo, ajudando a reduzir os custos de fabricação. O gel de polímero reagente é então picado, seco e moído até o tamanho final do grânulo. Quaisquer tratamentos para aprimorar as características de desempenho do `PSA geralmente são realizados após a criação do tamanho final do grânulo.

### Polimerização em suspensão
O processo de suspensão é praticado por apenas algumas empresas porque requer um maior grau de controle de produção e engenharia de produto durante a etapa de polimerização. Este processo suspende o reagente à base de água em um solvente à base de hidrocarboneto. O resultado final é que a polimerização em suspensão cria a partícula primária de polímero no reator, e não mecanicamente nos estágios pós-reação. Aprimoramentos de desempenho também podem ser feitos durante ou logo após o estágio de reação.

## Impacto Ambiental
A questão ambiental é importantíssima na escolha dos componentes do SAP uma vez que não se trata de um produto biodegradável, e através de estudos foram desenvolvidos polímeros super absorventes obtidos a partir de produtos naturais ou novos materiais baseados em celulose renovável, como a Braskem que tem produzido propileno da cana-de-açúcar, que podem ser convertidos para ácido acrílico. No caso específico do emprego dos polímeros super absoverntes em fraldas descartáveis. O impacto ambiental é preocupante: o Brasil vende 250 fraldas descartáveis por segundo e grande parte é descartada diretamente para aterros sanitários, onde permanecem por até 500 anos. Apenas no ano de 2014 foram vendidas 7,9 bilhões de fraldas descartáveis, ou seja, aproximadamente 305 mil toneladas de lixo produzidas em um ano. A parte da fralda constituída por papel será facilmente decomposta, enquanto a parte composta pelo polímero irá permanecer por até 500 anos. 
O poliacrilato de sódio (PAS) é um exemplo de  moléculas sintéticas que funciona como superabsorvente e é utilizado em grande escala nas fraldas descartáveis. Visando diminuir o impacto ambiental gerado pela utilização do mesmo, uma das saídas encontradas foi o processo de biodegradação, que é caracterizado pela ação de seres vivos, principalmente bactérias e fungos, que utilizam o material para retirar a energia para o seu desenvolvimento.

## Aplicações
Ao longo dos últimos anos, diversas aplicações de polímeros superabsorventes têm-se revelado de particular interesse. Uma parte significativa atual tem se relacionado com produtos de cuidados higiênicos, porém, fato não tão comumente tratado são as possíveis aplicações em agricultura e na área da medica (com os cuidados médicos).

### Aplicações na Agricultura
Dentro da agricultura é indispensável o uso da água. Ao longos dos últimos anos a agricultura tem se confrontado com a escassez de água, o que levou especialistas a encontrar uma saída para tal. Um outro problema que ultimamente tem adquirido crescente importância é a contaminação dos solos e águas subterrâneas, resultante da lixiviação de fertilizantes, fitofármacos e respectivos produtos de biodegradação.
Os polímeros superabsorventes, graças à sua grande capacidade de absorção de água, podem revelar-se muito úteis em casos como os mencionados, melhorando a capacidade de retenção da água e nutrientes nos solos, assim se conseguindo uma mais adequada gestão dos recursos hídricos disponíveis. De fato, além das perdas devidas à evaporação superficial, podem assumir especial relevância as perdas por infiltração até camadas profundas, tanto mais graves quanto mais ligeira ou arenosa for a textura do solo. Ambos os casos resultam numa maior dificuldade por parte das plantas no acesso à água que lhes é necessária. No que respeita à contaminação do solo, nomeadamente por fertilizantes, os superabsorventes, misturados com a terra, absorvem parte da solução fertilizante aí existente, que é retida em partículas de consistência gelatinosa. À volta destas, as raízes podem crescer, extraindo, progressivamente, os elementos fertilizantes assim retidos na zona superficial do solo, precisamente onde têm maior eficácia. 
Ao absorverem e armazenarem a água, os polímeros constituem reservas que permitirão o crescimento sustentado das plantas, pois o grau de humidade do solo torna-se mais estável e as substâncias nutritivas vão ter em geral um melhor aproveitamento. As soluções dos nutrientes permanecerão durante maiores períodos nas zonas do solo onde podem ser absorvidas pelas plantas, verificando-se, em conclusão, que as plantas são alimentadas de forma mais eficiente 

### Aplicações na Medicina
No meio da química dos polímeros, de forma abrangente é altamente utilizado no âmbito da Medicina. Os superabsorventes tem cada vez mais ganhado espaço. Estudos apontam que é coerente a aplicação de polímeros superabsorventes para aplicação em medicamentos a serem difundidos de forma progressiva, efeito este que se consegue por controlo da difusão através do agregado de moléculas de polímero. Como aplicações comerciais concretas, e possível mencionar a libertação da prostaglandina E2 para indução do parto, fornecimento de níveis adequados de morfina em analgesia pós-operatória e de insulina a diabéticos. Ainda, é possível utilizá-lo no revestimento de materiais cirúrgicos, tais como cateteres, “by-passes”, cânulas, membranas de rins artificiais.

## Usos
- Neve artificial para produções cinematográficas e de palco
- Velas
- Compósitos e laminados
- Liberação controlada de inseticidas e herbicidas
- Fraldas para crianças e para adultos
- Fonte de água sem afogamento para insetos alimentadores
- Aplicações de filtração
- Gel retardador de fogo
- Controle de inundação
- Portador de fragrâncias
- Frog Tape (fita adesiva de alta tecnologia projetada para uso com tinta látex)
- Sistemas de monitoramento de combustível na aviação e veículos
- Brinquedos de criação em água
- Pacotes de terapia quentes e frios
- Efeitos mágicos
- Solidificação de resíduos médicos
- Camas de água imóveis
- Solo de envasamento
- Controle de derramamento
- Almofadas cirúrgicas
- Estabilização de resíduos e remediação ambiental
- Almofadas absorventes de água
- Retenção de água para o fornecimento de água às plantas
- Armas de bola de água/bola de cristal (um cruzamento entre paintball e airsoft; usado na China)[15]
- Bloqueio de água de fios e cabos
- Curativos[16]